# Greg Stiemsma
Gregory Ross Stiemsma, detto Greg (Randolph, 26 settembre 1985), è un ex cestista statunitense.

## Caratteristiche tecniche
Greg Stiemsma gioca solitamente come centro. Buon difensore, nonostante le non eccezionali doti atletiche ha un ottimo tempismo per la stoppata: nella sua prima partita con la maglia dei Boston Celtics ha messo a referto ben 6 stoppate, record di franchigia per un giocatore all'esordio.

## Carriera
Con gli Stati Uniti ha disputato i Giochi panamericani di Guadalajara 2011.

## Palmarès
- NBA Development League Defensive Player of the Year Award (2010)
- Miglior stoppatore NBDL (2010)